# Савва (епископ Тверской)

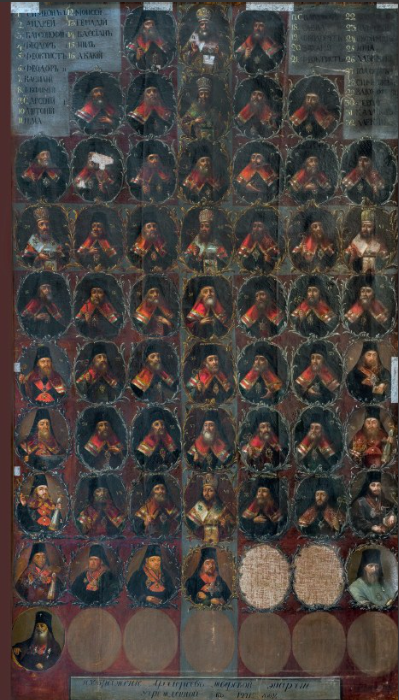
Портреты епископов Тверских от Симеона до Евсевия, кон. XVIII - сер. XIX вв. Портрет еп. Саввы под 18 номером

Епископ Савва — епископ Русской православной церкви, семнадцатый епископ Тверской.

## Биография
До епископства игуменствовал в монастырях Псковской епархии: с 1563 года — в Снетогорском Рождество-Богородицком монастыре и с 1571 года — в Псково-Печерском. В последнем, во время его настоятельства, по приказу царя Иоанна Васильевича IV, обложена золотом чудотворная Псково-Печерская икона Успения Божией Матери.
В начале 1572 года, игумен Савва был рукоположен в епископа Тверского.
29 апреля того же года присутствовал на соборе, разрешившем четвёртый брак царю Иоанну Васильевичу.
Управлял епархией до 1573 года. Сведений о кончине его нет.